# G1 Climax
G1 Climax，簡稱G1（Grade 1），是新日本職業摔角公司所主辦的職業摔角大賽，以「真夏的祭典」而廣為人知。賽程通常採取單循環賽，但偶而也會採用單淘汰賽的方式。循環賽制採記分的方式：勝者得兩分，平手各得一分，敗者算零分。循環賽裡決定最後優勝的方式還分有兩種，一種是各組取總分最高的前兩名然後再以單淘汰的方式決定優勝，另一種是直接取各組總分最高的兩位選手直接比出優勝。若有同分就先進行決定賽後再進行下一個階段的比賽。這大賽由原創者坂口征二於1991年8月7日第一次舉辦，之後都固定在每年8月上旬舉辦，決賽也都固定在東京的兩國國技館舉行。當初訂的優勝獎金是五百萬日圓，現在已調整為一千萬日圓。參加者不分重量級或次重量級，主要是決定出新日本職業摔角內最強的選手，而且外國人與其他團體的選手也可以參加。
到目前為止，具有IWGP重量級王座身份而同時贏得G1 Climax優勝的也只有武藤敬司與佐佐木健介兩人而已。目前最多優勝的記錄保持人為蝶野正洋。

## 歷年優勝者
|        | 優勝者                         | 準優勝                       | 舉行日期                 | 賽制                   | 備註                                                                                         |
| ------ | ------------------------------ | ---------------------------- | ------------------------ | ---------------------- | -------------------------------------------------------------------------------------------- |
| 第1屆  | 蝶野正洋                       | 武藤敬司                     | 1991年8月7 - 11日        | 單循環賽（2組各4人）   |                                                                                              |
| 第2屆  | 蝶野正洋                       | 瑞克·路德 (Rick Rude)        | 1992年8月6 - 11日        | 單淘汰賽（16人）       | 優勝者同時為第75代NWA世界重量級冠軍                                                          |
| 第3屆  | 藤波辰爾                       | 馳浩                         | 1993年8月2 - 8日         | 單淘汰賽（16人）       | 兩國國技館7連戰                                                                              |
| 第4屆  | 蝶野正洋                       | 威力勇士                     | 1994年8月3 - 7日         | 單循環賽（2組各6人）   |                                                                                              |
| 第5屆  | 武藤敬司                       | 橋本真也                     | 1995年8月11 - 15日       | 單循環賽（2組各4人）   | 第一個IWGP王者取得G1優勝 兩國國技館5連戰                                                     |
| 第6屆  | 長州力                         | 蝶野正洋                     | 1996年8月2 - 6日         | 單循環賽（2組各6人）   | 第一個取得全勝的優勝者 史上最年長的優勝者（44歲8個月）（平田負傷欠場不戰勝） 兩國國技館5連戰 |
| 第7屆  | 佐佐木健介                     | 天山廣吉                     | 1997年8月1 - 3日         | 單淘汰賽（14人）       | 兩國國技館3連戰                                                                              |
| 第8屆  | 橋本真也                       | 山崎一夫                     | 1998年7月31日 - 8月2日   | 單淘汰賽（16人）       | 橋本第8次出賽初次獲得優勝 兩國國技館3連戰                                                    |
| 第9屆  | 中西學                         | 武藤敬司                     | 1999年8月10 - 15日       | 單循環賽（2組各6人）   | 武藤G1最終日1日出賽3場比賽                                                                   |
| 第10屆 | 佐佐木健介                     | 中西學                       | 2000年8月7 - 13日        | 單循環賽（4組各5人）   | 第一次有次重量級的選手參賽                                                                   |
| 第11屆 | 永田裕志                       | 武藤敬司                     | 2001年8月4 - 12日        | 單循環賽（2組各6人）   |                                                                                              |
| 第12屆 | 蝶野正洋                       | 高山善廣                     | 2002年8月3 - 11日        | 單循環賽（2組各6人）   | 主題訂為新日本對戰外敵                                                                       |
| 第13屆 | 天山廣吉                       | 秋山準                       | 2003年8月10 - 17日       | 單循環賽（2組各6人）   |                                                                                              |
| 第14屆 | 天山廣吉                       | 棚橋弘至                     | 2004年8月7 - 15日        | 單循環賽（2組各8人）   |                                                                                              |
| 第15屆 | 蝶野正洋                       | 藤田和之                     | 2005年8月4 - 14日        | 單循環賽（2組各8人）   | 蝶野取得史上最多的第5次優勝                                                                  |
| 第16屆 | 天山廣吉                       | 小島聰                       | 2006年8月6 - 14日        | 單循環賽（2組各5人）   | 史上第二位取得全勝的優勝者（實質上是第一位）                                                 |
| 第17屆 | 棚橋弘至                       | 永田裕志                     | 2007年8月5 - 12日        | 單循環賽（2組各6人）   |                                                                                              |
| 第18屆 | 後藤洋央紀                     | 真壁刀義                     | 2008年8月9 - 17日        | 單循環賽（2組各7人）   | 後藤初出場初優勝                                                                             |
| 第19屆 | 真壁刀義                       | 中邑真輔                     | 2009年8月7 - 16日        | 單循環賽（2組各7人）   | 每組各取前兩名進入交叉準決賽，優勝者進入決賽                                                 |
| 第20屆 | 小島聰                         | 棚橋弘至                     | 2010年8月6 - 15日        | 單循環賽（2組各8人）   | 第一次有新日本以外的選手獲得優勝（小島為自由籍選手）                                         |
| 第21屆 | 中邑真輔                       | 內藤哲也                     | 2011年8月1 - 14日        | 單循環賽（2組各10人）  | 中邑第8度出場後初次獲得優勝                                                                  |
| 第22屆 | 岡田和睦                       | 卡爾·安德森 (Karl Anderson)  | 2012年8月1日 - 12日      | 單循環賽（2組各9人）   | 岡田初次出場並獲得優勝 史上最年輕的優勝者（24歲9個月）                                       |
| 第23屆 | 内藤哲也                       | 棚橋弘至                     | 2013年8月1日 - 11日      | 單循環賽（2組各10人）  | 内藤第4度出場後初次獲得優勝                                                                  |
| 第24屆 | 岡田和睦                       | 中邑真輔                     | 2014年7月21日 - 8月10日  | 單循環賽（2組各11人）  |                                                                                              |
| 第25屆 | 棚橋弘至                       | 中邑真輔                     | 2015年7月20日 - 8月16日  | 單循環賽（2組各10人）  |                                                                                              |
| 第26屆 | 肯尼·奥梅加 (Kenny Omega)      | 後藤洋央紀                   | 2016年7月18日 - 8月14日  | 單循環賽（2組各10人）  | 奥梅加初次出場並獲得優勝 第一位非日籍優勝者                                                  |
| 第27屆 | 内藤哲也                       | 肯尼·奥梅加 (Kenny Omega)    | 2017年7月17日 - 8月13日  | 單循環賽（2組各10人）  |                                                                                              |
| 第28屆 | 棚橋弘至                       | 饭伏幸太                     | 2018年7月14日 - 8月12日  | 單循環賽（2組各10人）  | 這場比賽的時間打破了以往G1 Climax賽事的記錄，成為最長時間的比賽                              |
| 第29屆 | 飯伏幸太                       | 傑·懷特 (Jay White)          | 2019年7月6日 - 8月12日   | 單循環賽 （2組各10人） |                                                                                              |
| 第30屆 | 飯伏幸太                       | SANADA                       | 2020年9月19日 - 10月18日 | 單循環賽（2組各10人）  |                                                                                              |
| 第31屆 | 岡田和睦                       | 飯伏幸太                     | 2021年9月18日 - 10月21日 | 單循環賽 （2組各10人） |                                                                                              |
| 第32屆 | 岡田和睦                       | 威爾·歐斯普雷 (Will Ospreay) | 2022年7月16日 - 8月18日  | 單循環賽（4組各7人）   |                                                                                              |
| 第33屆 | 内藤哲也                       | 岡田和睦                     | 2023年7月15日 - 8月13日  | 單循環賽（4組各8人）   |                                                                                              |
| 第34屆 | 札克·薩巴二世 (Zack Saber Jr.) | 辻陽太                       | 2024年7月20日 - 8月18日  | 單循環賽（2組各10人）  | 札克第8度出場並獲得優勝 第二位非日籍優勝者                                                   |
| 第35屆 | 竹下幸之介                     | EVIL                         | 2025年7月19日 - 8月17日  | 單循環賽（2組各10人）  | 第一次有其他團體的選手獲得優勝（竹下為新日本選手）                                           |